# Cuerpos de Nissl

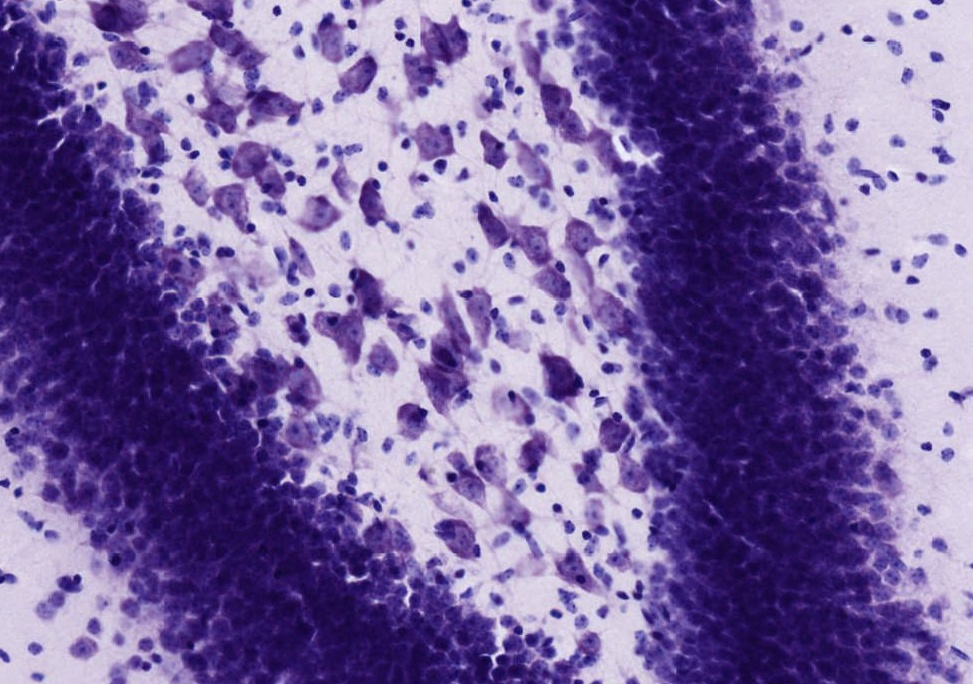
Imagen de una sección histológica con tinción de Nissl del hipocampo de un roedor mostrando varios tipos de neuronas.

Los cuerpos de Nissl o Sustancia tigroides  o  gránulos de Nissl o denominada sustancia cromófila, son acumulaciones basófilas, que se encuentran en el citoplasma de células nerviosas. Reciben el nombre por Franz Nissl, neurólogo alemán (1860-1919).
Estos gránulos son cúmulos de retículo endoplasmático rugoso (con ribosomas dispuestos en espiral) y son sitios de síntesis de proteínas.
Los cuerpos de Nissl se encuentran en el pericarion y en la primera porción de las dendritas, faltan en el axón y en el cono axónico. 
Su presencia deja notar una coloración intensa, ya que tienen gran afinidad por los colorantes básicos, esta basofilia se debe al contenido de ARN. 
La presencia de cuerpos de Nissl puede ser demostrada por una tinción selectiva desarrollada por Nissl que se basa en una tinción de anilina usada para marcar gránulos extranucleares de ARN.
Presentan variantes bajo ciertas condiciones fisiológicas y en el caso de condiciones patológicas pueden disolverse y desaparecer (cariólisis).
- Datos: Q911877
- Multimedia: Nissl stain / Q911877